# Galaxy 12
O Galaxy 12 (G-12) foi um satélite de comunicação geoestacionário construído pela Orbital Sciences Corporation (OSC). Ele está localizado na posição orbital de 129 graus de longitude oeste e foi operado inicialmente pela PanAmSat e atualmente pela Intelsat. O satélite foi baseado na plataforma Star-2 Bus e sua expectativa de vida útil é de 15 anos.

## Lançamento
O satélite foi lançado com sucesso ao espaço no dia 9 de abril de 2003, às 22:52 UTC, por meio de um veículo Ariane-5G a partir do Centro Espacial de Kourou, na Guiana Francesa, juntamente com o satélite INSAT-3A do sistema INSAT. Ele tinha uma massa de lançamento de 1.760 kg.

## Capacidade
O Galaxy 12 é equipado com 24 transponders em banda C.